# Ґродзінські
Ґродзінські, Гродзинські (пол. Grodzińscy) — шляхетський рід польського походження.

## Походження
Рід Ґродзінських гербу Лебідь сягає XVI ст. Першими відомими представниками роду були три брати що взяли участь в Листопадовому повстанні 1830 року. Із них лише наймолодший Ян залишився живий, потрапив до німецької родини й разом із нею виїхав до Східної Пруссії. Він рано помер, а його сина Карла виховав німецький дворянин у пруському дусі, ворожому до всього польського. Тому не зважаючи на польське походження Ґродзінських його онука Ірина Левчанівська говорила про свого діда, як про «німця польського походження». Вітчим-лютеранин дав Карлові агрономічну освіту й відправив у Росію «заробляти собі на життя».
Перебравшись в Російську Імперію Карл фон Ґродзінський тривалий час працював управителем маєтків графа Мусіна-Пушкіна. Від першого шлюбу з німкенею у нього народилося четверо дітей: Маргарита, Ґертруда, Анна та Фріц. Їхня доля після Революції залишилась невідомою. Після смерті першої дружини він одружився з росіянкою Тетяною Пряхіною, котра походила з кріпосних селян графа Шереметьєва. Одружившись, Карл Ґродзінський прийняв православне хрещення з імʼям Карп, на російський манер. З ним він також отримав російське підданство, і був записаний у купецький стан. Подружжя мало шестеро дітей.
У 1895 р. Карпо Іванович узяв позику на 99 років (до 1994 р.) під 4 % річних, і придбав маєток у селі Линеві на Волині, поблизу Торчина. Йому належало 523 десятини землі з будинками, вітряком та худобою.
Приставка «фон» зникла з родового прізвища лише після революції 1917 р. До цього його діти підписувалися «фон Ґродзінські».

## Родова схема
- NN Ґродзінський (*? — †?)
  - NN Ґродзінський (*? — †до 1831) — листопадовий повстанець
  - NN Ґродзінський (*? — †до 1831) — листопадовий повстанець
  - Ян Ґродзінський (*? — †після 1831) — листопадовий повстанець
    - Карл (Карп) фон Ґродзінський (*? — †?) — управитель маєтків графа Мусіна-Пушкіна[7] ∞ NN (*? — †?) ∞ Тетяна Матвіївна Пряхіна (*? — †?)
      - Марграрита Карлівна (*? — †?)
      - Ґертруда Карлівна (*? — †?)
      - Анна Карлівна (*? — †?)
      - Фріц Карлович (*? — †?)
      - Катерина Карлівна[8] (*? — †?)
      - Олександр Карпович (*? — †?)? — інженер; учасник спорудження портових комплексів Ґдині[9] ∞ Юлія Михайлівна Євтихова (*? — †?)
        - Катерина Олександрівна[8] (*? — †?) ∞ Анрі Пілле (*? — †?)

      - Лизавета Карлівна[8] (*? — †1959)
      - Антоніна Карлівна[8][10] (*? — †?)
      - Олена Карлівна[8] (*1881 — †1940) ∞ Олександр Митрофанович Левчанівський (*? — †?) — педагог[11]
        - Ірина Олександрівна Левчанівська (*1913 — †2013) — краєзнавець, фотолюбитель, кіноаматор

      - Михайло Карпович (*1881 — †1956) — український громадський і науковий діяч[9] ∞ Віра Пилипівна Клименко (*1907 — †1983) — доцент
        - Андрій Михайлович (*1926 — †1988) ∞ Галина NN (*1927— †1994)[12]
          - Тетяна Андріївна (*1954 — † 2021)[13]
          - Ганна Андріївна (*1957) — канд. б. наук, старший науковий співробітник Інституту ботаніки ім. М.Г. Холодного[2][14]

        - Дмитро Михайлович (*1929 — †2016) ∞ Клара Павлівна NN (*1932)
          - Михайло Дмитрович (*1957)
          - Марина Дмитрівна (*1960) — фізик, кандидат наук[15]